# Jonathan McCully
Pour les articles homonymes, voir McCully.
Jonathan McCully, né le 25 juillet 1809 dans le comté de Cumberland, en Nouvelle-Écosse, et mort le 2 janvier 1877 à Halifax, est un père de la Confédération canadienne. Juriste et journaliste, il a été juge et sénateur, de tendance libérale.
Il a participé aux trois conférences de la Confédération, mais y a fait peu d'interventions. Il a ensuite contribué à répandre le principe de confédération auprès des habitants de la Nouvelle-Écosse par quelques éditoriaux. Dénué de tact et de popularité, il ne rechignait pas à la besogne. Ce n'est qu'à la fin de sa carrière que sa manière un peu forte lui permit d'emporter la décision dans quelques affaires juridiques et lui valut ainsi une certaine popularité. Il meurt le 2 janvier 1877 et est enterré au cimetière de La maisonill, à Halifax.

## Participation aux Conférences de la Confédération
- Conférence de Charlottetown 1864 (bien qu'absent de la liste initiale des délégués, il y vient en remplacement d'un délégué qui s'est désisté)
- Conférence de Québec 1864
- Conférence de Londres 1866